# Nyssomyia ochracea
Nyssomyia ochracea är en tvåvingeart som beskrevs av Hull 1962. Nyssomyia ochracea ingår i släktet Nyssomyia och familjen rovflugor. Inga underarter finns listade i Catalogue of Life.